# Belida pusilla
Belida pusilla là một loài ruồi trong họ Tachinidae.